# Shelby Wilson
Shelby Autrie Wilson (14 de julho de 1937) é um lutador de estilo-livre estadunidense, campeão olímpico.

## Carreira
Wilson foi duas vezes vice-campeão estadual de segundo grau e duas vezes vice-campeão da NCAA. Sua conquista mais importante foi a medalha de ouro nos Jogos Olímpicos de Verão de 1960 em Roma na categoria de peso leve.